# Alexandru Timotin
Alexandru Timotin (n. 29 aprilie 1925, Iași – d. 4 iunie 2007, București) a fost un inginer român, membru titular (1999) al Academiei Române.

## Școala
Primele clase de liceu le-a făcut la Gimnaziul „Aron Pumnul” din Cernăuți și a continuat cu Liceul „Gheorghe Lazăr” din București (1940-1944).
A absolvit în 1949 Facultatea de Electrotehnică a Politehnicii din București. Cu un an înainte (1948), vechea facultate (Electromecanică) s-a reorganizat în două facultăți distincte, de mecanică și de electrotehnică, oferind studenților posibilitatea de a opta la ce facultate vor continua cursurile. În ultimul an de facultate participă la cursuri de specializare în tehnica radioului organizate de Societatea Română de Radiodifuziune.
În 1958, Alexandru Timotin susține teza sa de doctorat, „Proprietățile dinamice ale câmpului electromagnetic macroscopic în medii oarecare”, unde prezintă teoria relativist-invariantă a câmpului electromagnetic considerat ca un sistem fizic distinct de corpurile cu care coexistă și susceptibil de a fi tratat termodinamic, în care rezolvă problema controversată a localizării acțiunilor pondero-motoare exercitate de câmp asupra corpurilor cu proprietăți oarecare.
Pentru activitatea științifică depusă după susținerea tezei de doctorat, în 1974 i s-a conferit titlul de Doctor docent în științe.

## Activitatea profesională
După terminarea facultății continuă să lucreze la Societatea Română de Radiodifuziune, unde făcuse cursurile de radio, până în 1953. În paralel este asistent la catedra de măsurări electrice a Facultății de Electrotehnică din cadrul Politehnicii. Aici se va înscrie în 1953 la un concurs de ocupare a unor locuri de pregătire pentru doctorat, alături de Andrei Țugulea, sub conducerea lui Remus Răduleț, șeful Catedrei de Electrotehnică. Este momentul în care se formează echipa Remus Răduleț - Alexandru Timotin - Andrei Țugulea, cea care va avea un rol important la dezvoltarea școlii românești de electrotehnică.
Treptat va avansa în cariera didactică: în 1954 devine asistent titular la Facultatea de Electrotehnică, la Catedra prof. Remus Răduleț, iar după ce susține teza de doctorat devine șef de lucrări (1956). Urmează conferențiar (1959), conducător de doctorat (1966) și profesor titular la disciplinele Bazele electrotehnicii și Complemente de electrotehnică(1968).
O perioadă este cercetător la Institutul de Energetică al Academiei Române (1965-1969), ocazie cu care participă la diverse stagii la ”Direcția de Studii și Cercetări” a societății ”Électricité de France” (E.D.F.), alături de Andrei Țugulea.
Președinte al Departamentului cu predarea în limbi străine al Politehnicii (1990-1995).

## Titluri și Premii
- Membru corespondent al Academiei Române (1991);
- Membru titular al Academiei Române(1999);
- Membru IEEE (1991);
- Ordinul Meritul Științific (septembrie 1966 );
- Membru al Consiliului Științific al Asociației universităților francofone (1991);
- Ofițer al Ordinului „Palmes Académiques” (1993).
- Membru titular al Academiei Francofone a Inginerilor (1998);
- Premiul ”Traian Vuia” (1964/1968) al Academiei Române, alături de Andrei Țugulea, pentru contribuțiile aduse la elaborarea teoriei parametrilor tranzitorii ai elementelor nefiliforme ale circuitelor electrice lineare (împreună cu Acad. Remus Răduleț);
- Ordinul Național „Pentru Merit” în grad de Ofițer (2000).

Domenii de preocupări științifice (în peste 90 de lucrări publicate): electrodinamica macroscopică, energia electromagnetică, procesele tranzitorii de câmp, câmpul cuasi-staționar în conductoare masive, propagarea undelor pe linii cu pierderi, teoria câmpului electrodifuziv, terminologia științifică și structurile ei semantice. A fost redactor la Lexiconul Tehnic Român (1958-1965). Începând din 1984 a coordonat elaborarea structurilor Tezaurului de Concepte al terminologiei C.E.I.